# 26733 Nanavisitor
26733 Nanavisitor è un asteroide della fascia principale. Scoperto nel 2001, presenta un'orbita caratterizzata da un semiasse maggiore pari a 2,6027765 UA e da un'eccentricità di 0,1546623, inclinata di 2,08747° rispetto all'eclittica.
L'asteroide è dedicato a Nana Visitor, attrice statunitense, nota soprattutto per avere interpretato la parte del maggiore Kira Nerys nella serie televisiva di fantascienza Star Trek: Deep Space Nine.